# Vigoux
Vigoux là một xã ở tỉnh Indre ở miền trung nước Pháp. Xã này có diện tích 37,51 km², dân số năm 1999 là 445 người. Khu vực này có độ cao trung bình 211 mét trên mực nước biển.